# Saurophaganax
Saurophaganax („vládce požíračů ještěrů“) byl rodem velkého teropodního dinosaura z čeledi Allosauridae, formálně popsaného v roce 1995 na základě velmi fragmentárních pozůstatků známých z bohatého Morrisonského souvrství.
Podle novějších poznatků by ale tento taxon nemusel být validní, tedy vědecky platný. Fosilie k němu dříve řazené patřily patrně ve skutečnosti novému druhu alosaura, který byl v roce 2024 popsán jako A. anax. Ostatní fosilie přiřazované dříve rodu Saurophaganax pak mohly ve skutečnosti patřit velkým diplodokidním sauropodům.

## Rozměry
Dle většiny propočtů mohl S. maximus dorůstat délky asi 10,5 až 13 metrů a hmotnosti kolem 3000 až 3800 kg.
Podle vědecké studie, publikované v září roku 2020, činila hmotnost tohoto dinosaura asi 3451 až 3772 kilogramů.

## Popis
Dosud objevený fosilní materiál saurofaganaxe se skládá pouze z fragmentů lebky, řady metatarsálních článků, prstů předních i zadních končetin, zubů, několika obratlů, fragmentů kostí předních i zadních končetin či nekompletní lopatky. Někteří autoři se domnívají, že nešlo samostatný rod teropoda, ale pouze o nový druh rodu Allosaurus – A. maximus (viz Smith, 1998).